# Iglesia de San Lorenzo el Real (Toro)
La iglesia de San Lorenzo el Real está situada en Toro (Zamora, España). Fue construida en estilo gótico-mudéjar a finales del siglo XII. 
El sobrenombre del Real se debe a que en ella se encuentran enterrados algunos miembros de la familia Castilla-Fonseca, descendientes bastardos de Pedro I el Cruel. Se la considera la iglesia más antigua de la ciudad y la mejor conservada en su estilo.

## Edificio
El edificio está estructurado en una sola nave, separada por arcos apuntados y doblados sobre pilares de nacela de la capilla mayor, cabecera de tramo recto, ábside semicircular al interior decorado en la parte inferior con nueve arcos semicirculares y doblados, sobre los cuales se disponen ocho arcos sencillos recuadrados, rematados en sus trasdoses por sardineles, friso de esquinillas y volado alero. 

### Exterior
Al exterior, la cabecera la forman tres arcos en dos órdenes, estructura que se repite en los muros de la nave, si bien ahora son doblados los superiores y sencillos pero recuadrados los inferiores, trasdosados por un friso de esquinillas y cornisa de nacela. Cabe destacar la portada meridional, uno de los ejemplos del mudéjar castellano-leonés, en la cual el vano se flanquea por seis arquivoltas abocinadas y apuntadas apoyadas en las jambas por medio de impostas de nacela; se cierra en lo alto con ladrillos de esquinilla, tendidos y a sardinel formando frisos paralelos. Las bóvedas originales de la capilla mayor, de cuarto de esfera y cañón apuntado, fueron ocultadas a finales del siglo XV cuando se levantó la actual crucería con terceletes y ligaduras de estuco. 

### Interior
En el interior se encuentra el sepulcro gótico flamenco de Pedro de Castilla y Salazar y su esposa Beatriz de Fonseca, así como el retablo gótico del siglo XV realizado por el artista hispano flamenco Fernando Gallego. Para esta iglesia Gallego realizó otra obra, Cristo bendiciendo, actualmente en el Museo del Prado.